# جيري بيترو
جيري بيترو (بالتشيكية: Jiří Petrů)‏ هو لاعب كرة قدم تشيكي في مركز الدفاع، ولد في 17 فبراير 1985 في تربيتش في جمهورية التشيك. لعب مع فيكتوريا زيزكوف.

## وصلات خارجية
- جيري بيترو على موقع قاعدة بيانات كرة القدم.إي يو (الإنجليزية)
- جيري بيترو على موقع Soccerway.com (الإنجليزية)